# Goleniowski Dom Kultury
Goleniowski Dom Kultury – samorządowa instytucja kultury w Goleniowie, położona przy ul. Słowackiego 1, utworzona w 1958 roku.
Jest to placówka upowszechniania kultury, celem jej jest pozyskanie i przygotowanie środowiska do aktywnego uczestnictwa w kulturze oraz współtworzenie jej wartości. W 2004 roku GDK zajął pierwsze miejsce w Ogólnopolskim Konkursie „Najlepsza placówka kultury” w kategorii miejsko-gminnej. Nagrody przyznawane były przez posłów Sejmowej Komisji Kultury. W tym samym roku placówka uzyskała również Certyfikat Jakości Centrum Aktywności Lokalnej przyznawany przez stowarzyszenie Centrum Wspierania Aktywności Lokalnej z Warszawy.
Dyrektorem Goleniowskiego Domu Kultury jest Maciej Ratajczyk.